# Система «старт-стоп»
В автомобілях, система старт-стоп або стоп-старт система автоматично вимикає і перезапускає двигун внутрішнього згоряння, щоб зменшити кількість часу витраченого двигуном на холостому ходу, зменшуючи тим самим витрату палива і викидів. Система є найвигіднішою для транспортних засобів, які витрачають значну кількість часу на світлофорах або часто стоять в заторах. Ця функція наявна в гібридних електричних автомобілях, але також з'явилася в транспортних засобах, що не оснащено гібридним електроприводом. Для неелектричних транспортних засобів, економія палива завдяки цій технології становить від 5 до 10 відсотків.
На автомобілі з механічною коробкою передач, система старт-стоп активується наступним чином: 
- Зупиніть машину і натисніть зчеплення;
- Перемикніть важіль перемикання передач у нейтральне положення;
- відпустіть зчеплення і двигун зупиниться.

Двигун не зупиниться, якщо автомобіль знаходиться в русі, навіть якщо вищезгадані кроки будуть зроблені Двигун запускається, коли натиснути зчеплення для вибору передачі перед початком руху автомобіля. Двигун може також запуститися, якщо існує потреба в електроенергії, наприклад, для системи кондиціювання.
Такі автомобільні додатки як кондиціонер та склоочисники традиційно працюють від приводного ременя, що розміщений в двигуні, ці системи повинні бути перероблені, щоб функціонувати належним чином, коли двигун вимкнений. Як правило, електродвигун використовується для живлення цих пристроїв замість ременя.
Ця технологія також використовується на скутері Honda Motor на азійських ринках протягом останнього десятиліття. Їхня модель PCX 125cc була випущена в 2010 році та буде продаватися в Європі з цією технологією, хоча їхні північноамериканські моделі не мають її.